# Tricotism
Tricotism – album muzyczny amerykańskiego saksofonisty jazzowego Lucky’ego Thompsona, będący łącznym wydaniem dwóch płyt analogowych nagranych i wydanych w 1956 i 1957 przez wytwórnię ABC-Paramount. Płyta kompaktowa została wydana w 1993 przez wytwórnię Impulse!.
Jest to zapis współpracy Thompsona z kontrabasistą Oscarem Pettifordem. Pierwotnie płyty nosiły nazwy Lucky Thompson Featuring Oscar Pettiford, Volume 1 (zawierała utwory nagrane w styczniu 1956, wydane na płycie kompaktowej pod numerami 1-8) z 1956 (nr ABC 111) oraz Lucky Thompson Featuring Oscar Pettiford, Volume 2 (z utworami nagranymi w grudniu 1956, umieszczonymi na CD jako pozycje 9-16) z 1957 (nr ABC 171). Pierwsza zawierała nagrania monofoniczne, a druga stereofoniczne.

## Sesje nagraniowe
Wszystkie sesje nagraniowe odbyły się w Nowym Jorku. 24 stycznia 1956 Thompson i Pettiford grali jedynie z towarzyszeniem gitarzysty Skeetera Besta. Nagrano cztery utwory: "Bo-Bi My Boy", "LT Meets OP", "Tricotism" i "Body and Soul". Na płycie kompaktowej z 1993 "Body and Soul" jest oznaczona jako "Deep Passion".
30 stycznia 1956 oprócz Thompsona i Pettiforda grali Jimmy Cleveland (puzon), Hank Jones (fortepian) i Osie Johnson (perkusja). Nagrano cztery kompozycje: "Old Reliable", "Translation", "Tom-Kattin'" i "Deep Passion". Ta ostatnia jest oznaczona na wydaniu CD jako "A Lady's Vanity".
11 grudnia 1956 nagrań dokonano ponownie w składzie Thompson, Pettiford i Best. cztery utwory zostały nagrane: "Dancing Sunbeam", "Mister Man", "The Plain But the Simple Truth" oraz "Little Tenderfoot".
12 grudnia zespół w składzie Thompson, Cleveland, Don Abney (fortepian), Pettiford i Johnson nagrał: "Once There Was", "N R #1", "N R #2" i "Good Luck".

## Lista utworów
Poniższa lista zawiera zmiany w tytułach w stosunku do płyty CD, opisane powyżej. Wszystkie utwory z wyjątkiem zaznaczonych zostały skomponowane przez Thompsona.
| 1.  | "Bo-Bi My Boy"                                                          | 3:54    |
|     |                                                                         |         |
| 2.  | "LT Meets OP" (Lucky Thompson, Oscar Pettiford)                         | 3:49    |
|     |                                                                         |         |
| 3.  | "Tricotism" (Oscar Pettiford)                                           | 4:32    |
|     |                                                                         |         |
| 4.  | "Body and Soul" (Johnny Green, Edward Heyman, Robert Sour, Frank Eyton) | 4:29    |
|     |                                                                         |         |
| 5.  | "Old Reliable"                                                          | 4:01    |
|     |                                                                         |         |
| 6.  | "Translation"                                                           | 4:00    |
|     |                                                                         |         |
| 7.  | "Tom-Kattin"                                                            | 4:58    |
|     |                                                                         |         |
| 8.  | "Deep Passion"                                                          | 5:09    |
|     |                                                                         |         |
| 9.  | "Dancing Sunbeam"                                                       | 3:07    |
|     |                                                                         |         |
| 10. | "Mister Man"                                                            | 3:30    |
|     |                                                                         |         |
| 11. | "The Plain But the Simple Truth"                                        | 4:43    |
|     |                                                                         |         |
| 12. | "Little Tenderfoot"                                                     | 2:47    |
|     |                                                                         |         |
| 13. | "Once There Was"                                                        | 4:01    |
|     |                                                                         |         |
| 14. | "N R #1"                                                                | 4:36    |
|     |                                                                         |         |
| 14. | "N R #2"                                                                | 3:09    |
|     |                                                                         |         |
| 16. | "Good Luck"                                                             | 4:33    |
|     |                                                                         |         |
|     |                                                                         | 1:05:18 |
|     |                                                                         |         |

## Muzycy
W utworach 1-4 i 9-12:
- Lucky Thompson – saksofon tenorowy
- Skeeter Best – gitara
- Oscar Pettiford – kontrabas

W utworach 5-8
- Lucky Thompson – saksofon tenorowy
- Jimmy Cleveland – puzon
- Hank Jones – fortepian
- Oscar Pettiford – kontrabas
- Ossie Johnson – perkusja

W utworach 13-16
- Lucky Thompson – saksofon tenorowy
- Jimmy Cleveland – puzon (z wyj. utworu 13)
- Don Abney – fortepian
- Oscar Pettiford – kontrabas
- Ossie Johnson – perkusja (z wyj. utworu 13)